# Günter Steffens
Günter Steffens (* 8. August 1922 in Köln; † 6. Dezember 1985 in Heidelberg) war ein deutscher Schriftsteller. Vor allem durch seinen zweiten Roman, Die Annäherung an das Glück (1976), wurde Steffens zu einem wichtigen Autor des „Neuen Realismus“, einer losen Gruppe von Autoren um den Schriftsteller und Lektor Dieter Wellershoff während der 1970er Jahre.

## Leben und Werk
Günter Steffens wuchs in seiner Geburtsstadt Köln auf. Er besuchte eine Realschule bis zur Mittleren Reife. Danach begann er, an der Kunstgewerbeschule in Köln und an der Kunstakademie Düsseldorf Malerei zu studieren. Von 1942 bis 1945 nahm er als Soldat am
Zweiten Weltkrieg teil. Danach arbeitete er zeitweise als Porträtmaler und von 1949 bis 1971 als Werbetexter für Werbeagenturen in Frankfurt am Main und Berlin. Er lebte dann an verschiedenen Orten in Europa und von 1974 bis 1979 als freier Schriftsteller in Köln, später dann in Heidelberg.
Viele von Steffens’ literarischen Texten blieben Fragment. Seinen ersten Roman, Der Platz, veröffentlichte er 1965. Der Roman gilt als einer der wenigen Versuche deutscher Sprache, einen Roman im Stil des französischen nouveau roman zu schreiben. In seinem zweiten Roman, Die Annäherung an das Glück (1976), setzte er sich mit dem Krebstod seiner Frau Anna Elisabeth, einer Tochter Ernst Rowohlts, und dem anschließenden Zerfall seiner eigenen Persönlichkeit und sozialen Existenz auseinander. In der Form eines autobiografischen Protokolls verzeichnet der Roman die Ereignisse lediglich in der zufälligen Form ihrer Wahrnehmung und Erinnerung. Dieser Roman erregte Aufsehen. Steffens wurde als ein wichtiger Vertreter des „Kölner Schule des  Neuen Realismus“ wahrgenommen, einer Gruppe von Autoren, die der Schriftsteller Dieter Wellershoff während seiner Zeit als Lektor beim Verlag Kiepenheuer & Witsch in den 1970er um sich sammelte. In seinem dritten Roman, Der Rest, (1981) schloss Steffens in Inhalt und Form an Die Annäherung an das Glück an.

## Werke
- Der Platz. Köln 1965.
- Die Annäherung an das Glück. Köln 1976. 
  - (Veränderte Neuausgabe:) Berlin 2018. ISBN 978-3-945980-25-5 pdf
- Der Rest. Köln 1981.